# Rafale (magazine)
Pour les articles homonymes, voir Rafale.
Rafale est un magazine électronique underground francophone fondé en 2006. Ses publications portent sur le thème du phreaking, du lockpicking (crochetage de serrure) et de l'exploration urbaine.

## Parutions
Le premier numéro paraît en octobre 2006, le magazine fêtant ses 2 ans d'existence avec le onzième numéro paru en octobre 2008. Le dernier numéro en date, le vingt-et-unième, est publié en novembre 2018.